# Bistum Muzaffarpur
Das Bistum Muzaffarpur (lat.: Dioecesis Muzaffarpurensis) ist eine in Indien gelegene römisch-katholische Diözese mit Sitz in Muzaffarpur.

## Geschichte
Das Bistum Muzaffarpur wurde am 6. März 1980 durch Papst Johannes Paul II. aus Gebietsabtretungen des Bistums Patna errichtet. Erster Bischof wurde der Jesuit John Baptist Thakur. Am 27. Juni 1998 gab das Bistum Muzaffarpur Teile seines Territoriums zur Gründung des Bistums Bettiah ab. Das Bistum Muzaffarpur ist dem Erzbistum Patna als Suffraganbistum unterstellt.

## Territorium
Das Bistum Muzaffarpur umfasst die Distrikte Muzaffarpur, Vaishali, Samastipur, Sitamarhi, Darbhanga, Madhubani, Saharsa, Begusarai, Madhepura, Khagaria und Supaul im Bundesstaat Bihar.

## Bischöfe
- John Baptist Thakur SJ (1980–2014)
- Cajetan Francis Osta (seit 2014)